# ぜいたくな青春
「ぜいたくな青春」は、1976年1月21日に発売された葵テルヨシの7枚目のシングル。

## 解説
本楽曲は、日本テレビ系ドラマ『男なら』の挿入歌。
2022年3月時点 未CD化。

## 収録曲
1. ぜいたくな青春（4分11秒）
作詞・作曲：岩田すみあき／編曲：田辺信一
2. にぎやかな孤独（3分35秒）
作詞：岡田冨美子／作曲：小田裕一郎／編曲：馬飼野俊一